# Ludwik Broekere
Ludwik Broekere (ur. 17 sierpnia 1867 w Kamieniu koło Żerkowa, zm. 23 maja 1948 w Katowicach), polski pianista i dyrygent, nauczyciel muzyki.
Był synem Władysława (właściciela ziemskiego) i Walerii z Rembowskich. Kształcił się w gimnazjum Marii Magdaleny w Poznaniu (ukończył je w 1884), następnie studiował w wyższej szkole muzycznej w Berlinie i konserwatorium w Paryżu. Od 1892 pracował jako nauczyciel muzyki w Poznaniu (z przerwą na studia paryskie), w 1902 otworzył prywatną szkołę gry na fortepianie; od 1906 prowadził prywatne konserwatorium muzyczne oraz seminarium dla nauczycieli muzyki.
Szkoła prowadzona przez Broekerego była liczącym się ośrodkiem życia kulturalnego i społecznego w Poznaniu. Dochody z popisów publicznych uczniów przeznaczano często na cele charytatywne. Szkoła, która w 1920 przyczyniła się do stworzenia Państwowego Konserwatorium Muzycznego, doczekała się wielu znanych absolwentów-pianistów (m.in. Gertruda Konatkowska).
Broekere wchodził w skład jury wielu konkursów kompozytorskich, publikował recenzje muzyczne, koncertował. W latach 1902–1907 pełnił funkcję dyrygenta poznańskiego chóru żeńskiego "Lutnia". Brał udział w tworzeniu poznańskiego konserwatorium państwowego i do 1933 prowadził w nim klasę fortepianu.
Był żonaty z Martą Pierson (od 1898), miał syna Rene (ur. 1903).
Źródła:
- Barbara Zakrzewska-Nikiporczyk, Ludwik Broekere, [w:] Wielkopolski słownik biograficzny, Warszawa-Poznań 1981, PWN ISBN 83-01-02722-3